# تياغو ريس
تياغو ريس هو لاعب كرة قدم برازيلي في مركز الهجوم، ولد في 14 أغسطس 1999 في برازيليا في البرازيل. لعب مع نادي فاسكو دا غاما ونادي مسيمير القطري.

## وصلات خارجية
- تياغو ريس على موقع قاعدة بيانات كرة القدم.إي يو (الإنجليزية)
- تياغو ريس على موقع Soccerway.com (الإنجليزية)